# Шахи на Літній універсіаді 2013
Змагання з шахів пройшли на літній Універсіаді 2013 у Казані (Росія) з 9 по 15 липня.

## Медалі

### Медальний залік
| Місце | Країна          | Золото | Срібло | Бронза | Загалом |
| ----- | --------------- | ------ | ------ | ------ | ------- |
| 1     | Китай (CHN)     | 2      | 1      | 2      | 5       |
| 2     | Філіппіни (PHI) | 1      | 0      | 0      | 1       |
| 3     | Вірменія (ARM)  | 0      | 1      | 0      | 1       |
| 3     | Росія (RUS)     | 0      | 1      | 0      | 1       |
| 5     | Польща (POL)    | 0      | 0      | 1      | 1       |
| Total | Total           | 3      | 3      | 3      | 9       |

### Медлісти
| Змагання | Золото                                           | Срібло                                                                | Бронза                                                      |
| -------- | ------------------------------------------------ | --------------------------------------------------------------------- | ----------------------------------------------------------- |
| Чоловіки | Веслі Со · Філіппіни (PHI)                       | Завен Андрясян · Вірменія (ARM)                                       | Лі Чао · Китай (CHN)                                        |
| Жінки    | Чжао Сюе · Китай (CHN)                           | Цзюй Веньцзюнь · Китай (CHN)                                          | Тань Чжун'і · Китай (CHN)                                   |
| Мікст    | Китай (CHN) · Цзюй Веньцзюнь · Лі Чао · Чжао Сюе | Росія (RUS) · Анастасія Боднарук · Максим Малтаков · Анастасія Савіна | Польща (POL) · Клаудія Кулон · Войцех Моранда · Яцек Томчак |